# Gunaksa
Gunaksa is een bestuurslaag in het regentschap Klungkung van de provincie Bali, Indonesië. Gunaksa telt 5053 inwoners (volkstelling 2010).